# Christian Mersmann
Christian Mersmann (* 3. Mai 1952 in Braunschweig) ist ein deutscher Agrarwissenschaftler.
Seit 2014 ist er Policy Advisor bei der Global Donor Platform for Rural Development. Seine Arbeitsschwerpunkte liegen im Private Sector and Trade und  Land Governance. Von 2012 bis 2013 war er als Senior Advisor für die Ernährungs- und Landwirtschaftsorganisation (FAO) tätig. Von 2005 bis 2012 war er Geschäftsführer des Global Mechanism, des finanzstrategischen Organs des Übereinkommens der Vereinten Nationen zur Bekämpfung der Wüstenbildung (UNCCD). Schwerpunkte des Global Mechanism sind Good Governance im Finanzbereich, Finanzierungsstrategien und Qualitätssicherung von Sektorprogrammen in den Bereichen integrierte Land- und Forstwirtschaft und der Anpassung an den Klimawandel in ländlichen Regionen in allen Mitgliedstaaten (193) der Konvention.
Christian Mersmann studierte Agrarwissenschaften und Agrarökonomie an der Christian-Albrechts-Universität zu Kiel und Internationale Entwicklungspolitik an der Technischen Universität in Berlin. Er promovierte in Sozialökonomie an der Technischen Universität in Berlin. 
1981 bis 1988 war er Programmleiter verschiedener landwirtschaftlicher Projekte in Tunesien, Tschad und Tansania. 1991 schloss er seine Promotion in Berlin ab. 1991 bis 1999 arbeitete er im Auftrag der Deutschen Gesellschaft für Internationale Zusammenarbeit GmbH (GIZ) als Berater des Bundesministeriums für wirtschaftliche Zusammenarbeit und Entwicklung (BMZ) in der globalen Umweltpolitik und in internationalen Politikprozessen. 2000 bis 2002 war er als Direktor des Internationalen Forstprogramms des Entwicklungsprogramms der Vereinten Nationen (UNDP) in New York und der Weltbank in Washington mit den Schwerpunkten öffentliche und private Finanzierung nachhaltiger Waldwirtschaft und Good Governance tätig. 2002–2004 arbeitete er als Programmkoordinator für Handel und Umwelt in der Ernährungs- und Landwirtschaftsorganisation (FAO) der Vereinten Nationen in Rom.